# Восточный долгопёр Петерсена
Восточный долгопёр Петерсена, или япономорский крылопёр (лат. Dactyloptena peterseni), — вид лучепёрых рыб семейства долгопёровых (Dactylopteridae). Морские придонные рыбы. Распространены в тропических и субтропических водах Индо-Тихоокеанской области. Максимальная длина тела 36 см.
Видовое название присвоено в честь Ю. Петерсена (англ. Julius W. Petersen) — директора телеграфной компании в Нагасаки (Япония), который предоставил типовой экземпляр данного вида.

## Описание
Тело массивное, удлинённое, почти квадратное в поперечном сечении, сужается к хвостовой части. Тело покрыто костной чешуёй, которая образует продольные гребни. В середине каждой чешуи по бокам тела — одиночный, поперечный, похожий на нож гребень. Голова большая, несколько сплющена в дорсовентральном направлении в передней части; заключена в костный панцирь. Верхняя челюсть в значительной степени скрыта костями, окружающими глаз. Межглазничное пространство широкое, вогнутое; его ширина составляет13—14 % от стандартной длины тела. Глаза большие. Рот маленький, полунижний с крошечными зубами почковидной формы на обеих челюстях. Есть зубы на сошнике и нёбных костях. В углу предкрышки расположен длинный шип. Два спинных плавника, в первом спинном плавнике 7 колючих лучей; второй спинной плавник с 8 мягкими лучами отделён от первого спинного плавника глубокой выемкой. Перед первым спинным плавником на затылке располагается одна свободная колючка, в сложенном состоянии окончание колючки доходит до второго колючего луча в спинном плавнике. В анальном плавнике 6 мягких лучей. Хвостовой плавник с небольшой выемкой. Грудные плавники с горизонтальным основанием, разделены на две части: передней, образованной пятью короткими лучами, и задней с 25—26 длинными лучами, окончания которых доходят до основания хвостового плавника. В брюшных плавниках один колючий и 4 мягких луча. Боковая линия отсутствует. Нижняя сторона задней части туловища с тремя увеличенными килевидными чешуйками, первая выше середины анального плавника; каждая чешуя с сильным срединным гребнем.
Верхняя часть тела тёмно-фиолетового цвета, нижняя — розоватая. Посередине грудных плавников расположено продолговатое чёрное пятно.
Максимальная длина тела 36 см.

## Ареал и места обитания
Распространены в Индо-Тихоокеанской области от восточной Африки до Японии и островов Бонин, на юг до Австралии, включая Арафурское море. В водах России встречаются в заливе Петра Великого и изредка до залива Ольги. Морские придонные рыбы. Обитают на континентальном шельфе над песчаными грунтами на глубине от 50 до 300 м.